# Walter Blattmann
Walter Blattmann (Zurigo, 10 giugno 1910 – Zurigo, 1º ottobre 1965) è stato un ciclista su strada e ciclocrossista svizzero.
Professionista dal 1932 al 1938, conta la vittoria di un campionato nazionale di ciclocross e del Campionato di Zurigo.

## Carriera
Nel 1931 partecipò per la prima volta alle gare ciclistiche professionistiche, ottenendo subito un quarto posto nel Campionato di Zurigo, per poi essere convocato anche per i campionati del mondo che concluse all'undicesimo posto.
Nel 1932 partecipò alla Milano-Sanremo, che concluse dodicesimo, e successivamente alla Parigi-Tours, in cui fu tredicesimo.
Nel 1933 vinse il Campionato di Zurigo e fu nono al Tour de Suisse, ottenne un secondo al Giro dell'Alta Savoia e partecipò al Tour de France che concluse trentesimo.
In quella stagione seppe ottenere diversi risultati anche nelle prove di ciclocross infatti, oltre a vincere il campionato nazionale, fu terzo nel Criterium International de Cyclo-Cross.
Nel 1934 vinse due corse in linea, sempre in Svizzera, fu poi quinto nel Campionato di Zurigo, concluse terzo il Tour de France e secondo il campionato nazionale in linea, mentre lontano dalla terra elvetica fu settimo nella Parigi-Belfort. Nel 1935 ottenne un terzo posto ancora nel Campionato di Zurigo e partecipò da indipendente alla prima edizione della Vuelta a España, concludendo al nono posto della generale.
Nel 1936 fu sesto al Campionato di Zurigo e quarto al Tour de Suisse, mentre l'anno seguente fu rispettivamente decimo e terzo. Concluse la sua carriera nel mondo del pedale nel 1938 non prima di aver ottenuto ancora un secondo posto nel Campionato di Zurigo e un terzo nel Tour du Sud-Ouest, sfiorando anche una vittoria di tappa nella ottava frazione con arrivo a Berna, battuto dal connazionale Theo Perret.

## Palmarès

### Strada
- 1933

Meisterschaft von Zürich
- 1934

Tour du Lac Léman
Tour du Nord-Ouest de la Suisse

### Ciclocross
- 1933

Campionati svizzeri

## Piazzamenti

### Grandi Giri
- Tour de France

1933: 30º
- Vuelta a España

1935: 9º

### Classica monumento
- Milano-Sanremo

1932: 12º

### Competizioni mondiali
- Campionati del mondo

Copenaghen 1931 - In linea: 11º